# .mz
.mz為莫桑比克國家及地區頂級域（ccTLD）的域名，於1992年9月4日啟用。該域名由愛德華多·蒙德拉納大學負責管理。申請人必須在在各种二级域名下的三级域名进行注册。

## 外部連結
- IANA .mz whois information（页面存档备份，存于）
- .mz domain online registration（页面存档备份，存于）